# Tribun
Tribun (lat. Tribunus) bio je naziv za nekoliko različitih magistrata te vojnih dužnosnika u Rimskoj Republici i Rimskom Carstvu. Taj su naziv u najstarije doba rimske povijesti najvjerojatnije nosili predstavnici "triba" (tribus) na koje su se rimski građani dijelili u vojne svrhe i prilikom glasovanja u skupštinama.

## Narodni tribuni
Prema analističkoj predaji, jedan od najvažnijih događaja tijekom borbe patricija i plebejaca bilo je stvaranje narodnih tribuna (tribuni plebis). Prema toj tradiciji, pošto su bili iscrpljeni vojnom službom, lošim ekonomskim uvjetima i teškoćama uzrokovanim strogim zakonom o dugu, plebejci su se 494. god. kolektivno izdvojili na Sveto brdo (Mons Sacer), udaljeno oko pet kilometara od Rima. Tamo su podigli logor i odabrali vlastite magistrate koji će ih štititi u budućnosti. Pošto je državi prijetio nov napad neprijatelja, senat je bio prisiljen plebejcima prizna pravo da biraju vlastite magistrate - narodne tribune.
U početku je bilo samo dva narodna tribuna, ali je njihov broj 471. god. povećan na pet, a 457. god. na deset. Oni nisu imali nikakvih vanjskih obilježja svoje vlasti (insignia), kao konzuli, ali su smatrani nepovredivim (sacrosanct): onaj tko bi ih fizički povrijedio mogao je biti nekažnjeno ubijen. Imali su pravo da se u ime svakog građanina miješaju u rad konzula i svih drugih magistrata osim cenzora i diktatora (ius intercessionis), ali je njihova vlast prestajala oko jednu milju od pomerija (= unutarnje granice grada Rima). Imali su pravo na sazivanja tributske skupštine (Comitie tributa), poznatu i pod nazivom plebejski skup (concilium plebis), i da joj poslali zakonske prijedloge (ius agendi cum Plebe ), ali i pravo sazivaju senat i njime predsjedavaju (ius agendi cum patribus). Tribuni su pred skupštinom nastupali i kao tužitelji protiv drugih magistrata koji su zlouporabili svoju vlast, vršeći tako u ime drugih pravo provokacije na narod. Također su mogli staviti veto na odluku drugog tribuna (veto znači "zabranjujem"). Dva su plebejska edila služila kao pomoćnici tribuna u gradskim poslovima. Premda su bili smatrani zaštitnicima naroda, ljudi koji su bili birani na položaj tribuna nerijetko su poticali iz aristokratskih obitelji i uglavnom su bili naklonjeni očuvanju statusa quo. Ipak, mladi ambiciozni aristokrati mogli su taj položaj koristiti da bi postali poznati i popularni tako što su se suprotstavljali nobilitetu preuzimajući na sebe borbu za "narodne interese".
Znanstvenici se danas ne slažu u pogledu autentičnosti analističkog prikaza prve secesije plebejaca i stvaranja narodnog tribunata. Predaja predstavlja ovu secesiju kao prvu od tri, pri čemu druge dvije stavlja u 449. i 287. god. Druga je secesija svakako fiktivna. Mnogi znanstvenici i prvu smatraju kasnijom invencijom analista, a samo treću prihvaćaju kao povijesnu. Iako tradicija prvu secesiju predstavlja u terminima koji nalikuju na uvjete kasnije agrarne krize iz doba braće Tiberija i Gaja Grakha, s obzirom na strogost dužničkog zakona u ranom Rimu i na nestašice hrane koje izvori stavljaju u 492. i 488. god. (Informacija koja je vjerojatno bila sačuvana u suvremenim religijskim zapisima), socijalni i ekonomski nemiri mogli su pridonijeti osnivanju narodnog tribunata. Međutim, gradski i civilni karakter ovog položaja tako lijepo dopunjuje vangradske i vojnu prirodu konzulata da je možda prvotno bilo zamišljeno da te dvije magistrature funkcioniraju u međusobnoj suradnji, kako bi se zadovoljile potrebe države, a ne da budu suprotstavljene jedna drugoj.

### Kasna Republika i Carstvo
U doba Suline diktature (82-79. pr. Kr.) Ovlaštenja narodnih tribuna bila su znatno smanjena: oduzeto im je pravo veta, kao i pravo tributskoj skupštini podnose zakonske prijedloge bez prethodne suglasnosti senata. Tijekom konzulata Pompeja i Krasa tribuna su vraćena njihova puna ovlaštenja.
Tijekom pozne republike ambiciozni pojedinci zloupotrebvljavali su svoj položaj narodnih tribuna u svrhu osobne slave i koristi. Klodije i Milon su kao narodni tribuni koristili nasilje na sudovima i u državnim uredima kako bi osigurali interese Pompeja i Cezara. Kada je senat odbio odobriti nova zemljišta za naseljavanje Cezarovih veterana i da Cezaru produži period uprave nad Galijom, Cezar se sa svojim zahtjevima obratio tribunima, koji su mu ih i ispunili kroz narodne skupštine.
Narodni tribuni su se morali birati iz redova plebejaca, a ako se neki patricij želio kandidirati morala ga je usvojiti neka plebejske obitelj. Koliko je poznato, to je prvi učinio Publije Klodije Pulher 59. pr. Kr.
Prvi rimski car, Oktavijan August kao patricij također nije mogao držati položaj tribuna, ali je zato dobio sve ovlasti narodnog tribuna (tribunicia potestas), koja su zatim postala jednim od dva ustavno-pravna stuba njegovog položaja u principatu (drugi je takav stup bila njegova prokonzulska vlast, tj. imperium proconsulare maius). Tribunske su ovlasti Avgustu i formalno dale pravo veta i pravo sazivanja senata. Također, on je po njima bio "nepovrediv" (sacrosanctus), imao je pravo miješanja u rad drugih magistrata i mogao je izricati smrtne presude.
Razdoblje vladavine većine careva računa se od trenutka kada su stekli tribunske ovlasti, premda su ih neki carevi, na primjer Tiberije, Tit, Trajan, Marko Aurelije i drugi, stekli još tijekom vladavine njihovih prethodnika. S druge strane, Augustov vojskovođa Marko Vipsanije Agripa i Tiberijev sin Druz obojica su imali tribunska ovlasti iako nikada nisu bili carevi.

## Vojni dužnosnici

### Vojni tribun
Svake godine tributska skupština birala je 24 mladića koji su bili u kasnim dvadesetim i koji su imali političkih ambicija za vojne tribune (tribuni militum). Svakoj od četiri konzulske legije bila su dodijeljena po šestorica vojnih tribuna kao viši zapovjednici legije.
Svi srednji časnici u legiji također su nazivani tribunima, ali su oni bili postavljani (dakle, ne birani u skupštinama) i potčinjeni vojnim tribunima.

### Zapovjednik kohorti
- Tribunus Cohortis: zapovjednik pomoćne vojne postrojbe.
- Tribunus Cohortis Urbanae: zapovjednik gradske kohorte, koja je obavljala policijske funkcije.

### Erarni tribun
Dužnosti erarnog tribuna ( tribunus aerarii = "tribun državne blagajne") ponešto su nejasne. Izgleda da su ovi tribuni prvobitno bili zaduženi za isplatu vojnika, premda su legionari tijekom rane i srednje republike zapravo plaćani iz plijena koji bi dobili u ratovima i osvajanjima. Do pozne republike, međutim, i ovaj zadatak prešao je na kvestore.